# Conclave de 1730
O conclave de 1730 seguiu-se à morte do Papa Bento XIII em 21 de fevereiro de 1730 e levou à escolha do cardeal Lorenzo Corsini como papa, tomando o nome de Clemente XII.

## Segundo plano
O Papa Bento XIII morreu em 21 de fevereiro de 1730 aos oitenta e um anos. O conclave que se seguiu é considerado o mais longo e mais corrupto do século XVIII. O conclave abriu em 5 de março com trinta cardeais, mas os números aumentaram à medida que mais começaram a chegar. Nenhum cardeal português esteve presente, aparentemente devido ao atrito entre Roma e Lisboa. Havia cinquenta e seis cardeais presentes. Em algum momento da provação de quatro meses, pelo menos metade havia sido proposta.

## Facções
Um bloco de votação era composto por doze cardeais que haviam sido nomeados por Bento XIII, mas esse grupo não tinha um líder claro. Um segundo grupo era formado por cardeais nomeados pelo Papa Alexandre VIII. Politicamente, eles eram aliados do partido francês, que representava os interesses de Luís XV.
O partido imperial era todos súditos do imperador austríaco. Esse grupo incluía o cardeal Gianantonio Davia, ex-núncio papal em Viena, que recebeu salário da corte imperial. O partido espanhol sofria de dissensões internas, mas era amplamente aliado ao imperador.
Havia também um contingente da Sabóia representando Victor Amadeus II de Sabóia, rei da Sardenha; e os Zelanti, que se opunham a toda interferência secular. Além disso, a Casa Florentina dos Médici usava incentivos financeiros para encaminhar seu candidato, Lorenzo Corsini.
Nenhuma das facções era suficientemente grande para conseguir uma votação bem-sucedida de seus respectivos candidatos.

## Influência política
Por volta de 1600 até o início do século XX, certos monarcas católicos reivindicaram o jus exclusivae (direito de exclusão), ou seja, vetar um candidato ao papado, exercido por um cardeal-coroado. Por uma convenção informal, cada estado que reivindicava o veto podia exercer o direito uma vez por conclave. Portanto, um coronel-cardeal não anunciou o veto até o último momento em que o candidato em questão parecia ser eleito. Este conclave viu muitas manobras das várias partes para induzir outra a exercer o veto prematuramente. A certa altura, em lugar de veto, o partido espanhol ameaçou sair do conclave se fosse provável que um candidato da oposição em particular fosse escolhido.
O cardeal Cornelio Bentivoglio apresentou o veto do rei Filipe V de Espanha contra a eleição do cardeal Giuseppe Renato Imperiali. Durante o conclave de 1700, Imperiali fazia parte de um grupo de cardeais que tentavam resistir à pressão aplicada por governos estrangeiros com o objetivo de influenciar as eleições papais. Em 1720, ele tentou influenciar a República de Gênova a prender o cardeal Giulio Alberoni, um antigo favorito da corte fez um duque e avô na Espanha. No entanto, o veto havia sido assinado pelo Secretário de Estado espanhol e não pelo rei e estava sujeito a um desafio. Os assuntos se arrastaram enquanto um mensageiro foi enviado a Madri para obter a verificação.
O imperador havia notificado sua oposição ao cardeal Pietro Marcellino Corradini, que parecia liderar com trinta votos. Corradini se opôs às tentativas de interferência do imperador nos Estados papais, e sua tentativa de nomear Hugh Francis Fustenberg bispo de Hildesheim.
Em meados de maio, houve uma série de terremotos na Itália. A tensão era alta, tanto dentro como fora do Conclave, tantos interpretaram os terremotos como evidência do desagrado de Deus pelo fracasso dos cardeais em eleger um papa.

## Resultados

Brasão Papal do Pontífice Clemente XII

Eventualmente, o cardeal Cienfuegos convenceu os alemães a aceitar Corsini como uma alternativa a Corradini. As facções espanhola e francesa concordaram. Após meses de disputa, em 12 de julho de 1730, Corsini foi escolhido e recebeu o nome de seu patrono, Clemente XI. Ele tinha setenta e oito anos de idade no momento de sua eleição e governaria por quase dez anos. Uma das primeiras ações de Clemente foi criar uma comissão para investigar acusações de peculato por vários funcionários sob seu antecessor.
Eventualmente, o cardeal Cienfuegos convenceu os alemães a aceitar Corsini como uma alternativa a Corradini. As facções espanhola e francesa concordaram. Após meses de disputa, em 12 de julho de 1730, Corsini foi escolhido e recebeu o nome de seu patrono, Clemente XI. Ele tinha setenta e oito anos de idade no momento de sua eleição e governaria por quase dez anos. Uma das primeiras ações de Clement foi criar uma comissão para investigar acusações de peculato por vários funcionários sob seu antecessor.